# Jana Vaňhová
Jana Vaňhová (* 1. ledna 1955 Rakovník) je česká politička, v letech 2005 až 2009 místopředsedkyně ČSSD, v letech 2008 až 2016 zastupitelka Ústeckého kraje, v letech 2008 až 2012 hejtmanka Ústeckého kraje, posléze v letech 2012 až 2016 náměstkyně hejtmana, v letech 2006 až 2018 zastupitelka (v letech 2006 až 2008 také náměstkyně primátorky a v letech 2008 až 2014 radní) města Chomutov.

## Život
V roce 1974 vystudovala střední ekonomickou školu v Rakovníku, v letech 1977 až 1986 působila jako vychovatelka na základní škole v Klášterci nad Ohří.
Jejím přítelem byl podnikatel a politik Roman Houska.

## Politická kariéra
V osmdesátých letech byla členkou KSČ. Členkou ČSSD je od roku 1998 a v letech 2005 až 2009 byla místopředsedkyní strany, ale tuto funkci na sjezdu ČSSD pokoušela obhájit marně. V letech 2006 až 2008 byla náměstkyní primátorky města Chomutov. V krajských volbách v říjnu 2008 byla zvolena do Zastupitelstva Ústeckého kraje a 26. listopadu 2008 byla zvolena hejtmankou Ústeckého kraje, a to i přesto, že nebyla volební lídryní sociální demokracie. Po volebním debaklu ČSSD v Ústeckém kraji v krajských volbách 2012 neobhájila svůj post hejtmanky a musela tuto funkci předat zástupci KSČM Oldřichu Bubeníčkovi.
V krajských volbách v roce 2016 již nekandidovala, a skončila tak jako zastupitelka i náměstkyně hejtmana Ústeckého kraje. Na podzim 2018 odešla také z komunální politiky.

## Kontroverze

### Nebezpečné kaly z chemičky Ostramo
Vaňhová a další představitelé Ústeckého kraje se s ministrem životního prostředí Tomášem Chalupou navzájem obviňovali ze zodpovědnosti za to, že více než 100 tisíc tun nebezpečných kalů z chemičky Ostramo je převáženo ke skladování přes celou republiku na Mostecko. Proti těmto transportům a plánům na následně spalování těchto nebezpečných odpadů v čížkovické cementárně protestovali místní lidé. Za svou roli v této kauze byla organizací Greenpeace nominována na cenu Ropák roku.

### Podezřelé zakázky
Deník MF Dnes a Česká televize přinesly informace o podezřelé zakázce udělované ústeckým krajským úřadem. Šlo například o konferenci, na jejíž organizaci úřad vyplatil 6 milionů korun, ačkoli její cena byla mnohem nižší.
V květnu 2012 obvinil hejtmanku bývalý úředník Úřadu regionální rady Leo Steiner, že zasáhla do projektu silnice z Loun do Ročova, když se v jím podepsaném dopise dožadoval proplacení více než 3 milionů korun na tzv. dotační management, což dle Steinera je trojnásobek obvyklých cen. Vaňhová následně na Steinera podala trestní oznámení pro pomluvu a za šíření poplašné zprávy.
Během policejní akce 1. června 2012 si policie odvezla dokumenty k projektu na propagaci rekultivovaných dolů, který nebyl podpořen fondy Evropské unie a o kterém hejtmanství rozhodlo financovat jej z vlastního rozpočtu částkou asi 24 milionů korun. Podle deníku Aktuálně.cz ve smlouvě figurovalo jméno Vaňhové. Asi 20 milionů mělo stát promítání propagačních spotů v Praze, Brně, Hradci Králové, Chomutově a Teplicích, další miliony pak inzerce v novinách i na internetu. Administraci projektu zajišťovala firma bývalého ústeckého zastupitele a člena ODS Pavla Tošovského, která si za expertní práce účtovala 950 Kč bez DPH za hodinu.

### Obvinění v kauze ROP Severozápad
V prosinci 2016 policie Vaňhovou a dalších 23 lidí obvinila z poškozování zájmů Evropské unie v souvislosti s evropskými dotacemi z Regionálního operačního programu Severozápad a v červnu 2019 byl zpracován návrh obžaloby.